# Mujeres asesinas (serie de televisión ecuatoriana)
Mujeres asesinas es una serie ecuatoriana, adaptación del guion argentino Mujeres asesinas, que trata sobre sensaciones extremas que llevan a unas mujeres al homicidio.
Con ABCy FOX en Estados Unidos, RCN Televisión y Vista Producciones en Colombia, Televisa en México y Canal 13 de Argentina, Mujeres Asesinas adapta homicidios perpetrados por mujeres en Argentina a las realidades nacionales de los diferentes países en que se ha producido.
Cuenta con una temática fuerte y un lenguaje audiovisual intenso. Sus adaptaciones en Colombia y México han obtenido resultados positivos de audiencia, principalmente por las actrices que interpreta a cada asesina y el guion de producción.
En 2009 cuenta con la dirección de Patricio Soto, la dirección de fotografía y musicalización de Harry Arteaga, producción ejecutiva de Silvia Alvarado, producción de Bella Guerrero. Con la participación de actrices como Adriana Manzo, María Fernanda Pazmiño, Katerine Velastegui, Aída Álvarez, Silvana Ibarra y Dallyana Passailaigue, entre otras.
El tema principal de la serie es Plan siniestro interpretado por el grupo ecuatoriano Los hijos del Tamarindo

## Primera temporada[2]
| Número | Nombre                          | Protagonistas                      | Sinopsis |
| ------ | ------------------------------- | ---------------------------------- | --- |
| 01     | Patricia, vengadora             | Katherine Velastegui               | Patricia vive ahogada en la violencia y el abuso de su padre y sólo encuentra apoyo en su hermano, pero cuando éste desaparece para siempre Patricia se siente sola en la vida y su salvación será la peor de todas (Tristeza).                                                                   |
| 02     | Laura, encubridora              | Adriana Manzo y Priscila Reyes     | Laura es una madre que daría todo por su hija y es capaz incluso de culparse por un homicidio que no cometió. |
| 03     | Ana, mujer obstinada            | Aída Álvarez García                | Ana María Gómez Tejerina es una mujer de clase alta y le gusta vivir con comodidad, pero tras unos años casada conoce a un hombre y se enamora. Ella no sabe que hacer, no quiere perder su estabilidad financiera, pero quiere estar con el hombre que "ama" y no se detendrá hasta conseguirlo. |
| 04     | Cándida, esposa improvisada     | Silvana                            | Cándida ha pasado toda viviendo la calle, su gran amor es su explotador y cuando se presenta la oportunidad de tener un hogar ella luchará por su lugar en el mundo. |
| 05     | Margarita, probadora de hombres | Anghela Roncancio                  | Margarita buscaba el hombre perfecto , pero ninguno llegaba a la altura de sus expectativas y pensó que era necesario remediar ese mal de manera silenciosa. |
| 06     | Carmen, hija                    | Dallyana PassailaigueJavier Lituma | Carmen está diariamente sometida a los despechos de su madre y de su esposo al que ya no ama y sólo esta con él por su hijo, pero, cuando todos esos despechos y malos tratos se revuelven, resulta un sangriento final.                                                                          |
| 07     | Clara, fantasiosa               | María Fernanda Pazmiño             | Clara es una mujer paranoica y celosa que cree que cada mujer que convive con su marido puede ser la amante que tanto busca. Esos celos hacen que su marido pierda la calma y que una inocente mujer pague los resultados de sus incrédulas fantasías.                                            |
| 08     | Ana, Corrosiva                  | Luciana Grassi                     | Ana se enamora de Martín un médico ella pondrá todo su amor en él. Pero cuando descubre que es engañada, llegará a extremos insospechados, porque los celos corroerá su corazón, y a su víctima de manera literal, le echa ácido sulfúrico en la cara.                                            |

## Premios y nominaciones

### Premios ITV
| Categoría                | Nominado(a)      | Resultado |
| ------------------------ | ---------------- | --------- |
| Mejor programa dramático | Mujeres asesinas | Nominado  |